# Luisa Cristina di Savoia
Luisa Cristina di Savoia (detta anche Ludovica Cristina; Torino, 28 luglio 1629 – Torino, 14 maggio 1692) fu una principessa di Savoia per nascita e Governatrice consorte di Nizza, principessa consorte di Oneglia e marchesa consorte di Argentera e Bersezio per matrimonio.

## Biografia
Era figlia del duca Vittorio Amedeo I di Savoia e Maria Cristina di Borbone-Francia.
Alla morte di suo padre nel 1637 nacque una disputa tra sua madre e gli zii paterni Tommaso Francesco di Savoia e Maurizio di Savoia sulla nomina del reggente e sull'eredità del ducato. La spuntò Maria Cristina, nominata reggente per suo figlio Francesco Giacinto, nuovo duca di Savoia. Alla morte del piccolo duca subentrò il fratello Carlo Emanuele II.
La riconciliazione tra Maria Cristina e i cognati venne sancita con il matrimonio tra Luisa Cristina,di soli tredici anni, e lo zio Maurizio, celebrato a Nizza il 21 settembre 1641nel palazzo del Principe Maurizio dove venne allestito un altare provvisorio. Testimoni di nozze furono: il marchese di Agliè per parte dello sposo e il Marchese di Pianezza per parte della sposa. Essendo Maurizio cardinale, fu necessario l'intervento di Urbano VIII.
Dopo il matrimonio la coppia andò a vivere a Nizza dove Maurizio aveva ricevuto la carica di governatore.
Dopo esser rimasta vedova nel 1657, Luisa ereditò una serie di opere d'arte che erano state del marito e andò a vivere a Villa della Regina a Torino. Apportò migliorie all'edificio incaricando dei lavori l'architetto Amedeo di Castellamonte. Diede inoltre a Guarino Guarini l'incarico di realizzare vari lavori presso le chiese della Savoia.
Alla sua morte, Luisa lasciò le sue proprietà in eredità ad Anna Maria di Orléans : dall'unione con Maurizio infatti non erano nati figli.

## Ascendenza
|                                   |                    |                            | Genitori               |  |  | Nonni |  |  | Bisnonni                       |  |  | Trisnonni           |  |
|                                   |                    |                            |                        |  |  |       |  |  | Emanuele Filiberto I di Savoia |  |  | Carlo III di Savoia |  |
|                                   |                    |                            |                        |  |  |       |  |  | Emanuele Filiberto I di Savoia |  |  | Carlo III di Savoia |  |
|                                   |                    | Beatrice di Portogallo     |                        |  |  |       |  |  | Emanuele Filiberto I di Savoia |  |  |                     |  |
| Carlo Emanuele I di Savoia        |                    |                            |                        |  |  |       |  |  | Emanuele Filiberto I di Savoia |  |  |                     |  |
|                                   |                    | Margherita di Francia      | Francesco I di Francia |  |  |       |  |  |                                |  |  |                     |  |
|                                   |                    | Margherita di Francia      | Francesco I di Francia |  |  |       |  |  |                                |  |  |                     |  |
|                                   |                    | Margherita di Francia      | Claudia di Francia     |  |  |       |  |  |                                |  |  |                     |  |
| Vittorio Amedeo I di Savoia       |                    | Margherita di Francia      |                        |  |  |       |  |  |                                |  |  |                     |  |
|                                   |                    | Filippo II di Spagna       | Carlo V d'Asburgo      |  |  |       |  |  |                                |  |  |                     |  |
|                                   |                    | Filippo II di Spagna       | Carlo V d'Asburgo      |  |  |       |  |  |                                |  |  |                     |  |
|                                   |                    | Filippo II di Spagna       | Isabella di Portogallo |  |  |       |  |  |                                |  |  |                     |  |
| Caterina Michela d'Asburgo        |                    | Filippo II di Spagna       |                        |  |  |       |  |  |                                |  |  |                     |  |
|                                   |                    | Elisabetta di Valois       | Enrico II di Francia   |  |  |       |  |  |                                |  |  |                     |  |
|                                   |                    | Elisabetta di Valois       | Enrico II di Francia   |  |  |       |  |  |                                |  |  |                     |  |
|                                   |                    | Elisabetta di Valois       | Caterina de' Medici    |  |  |       |  |  |                                |  |  |                     |  |
| Luisa Cristina di Savoia          |                    | Elisabetta di Valois       |                        |  |  |       |  |  |                                |  |  |                     |  |
|                                   | Antonio di Borbone | Carlo I di Borbone-Vendôme |                        |  |  |       |  |  |                                |  |  |                     |  |
|                                   | Antonio di Borbone | Carlo I di Borbone-Vendôme |                        |  |  |       |  |  |                                |  |  |                     |  |
|                                   | Antonio di Borbone | Francesca d'Alençon        |                        |  |  |       |  |  |                                |  |  |                     |  |
| Enrico IV di Francia              | Antonio di Borbone |                            |                        |  |  |       |  |  |                                |  |  |                     |  |
|                                   |                    | Giovanna III di Navarra    | Enrico II di Navarra   |  |  |       |  |  |                                |  |  |                     |  |
|                                   |                    | Giovanna III di Navarra    | Enrico II di Navarra   |  |  |       |  |  |                                |  |  |                     |  |
|                                   |                    | Giovanna III di Navarra    | Margherita di Francia  |  |  |       |  |  |                                |  |  |                     |  |
| Maria Cristina di Borbone-Francia |                    | Giovanna III di Navarra    |                        |  |  |       |  |  |                                |  |  |                     |  |
|                                   |                    | Francesco I de' Medici     | Cosimo I de' Medici    |  |  |       |  |  |                                |  |  |                     |  |
|                                   |                    | Francesco I de' Medici     | Cosimo I de' Medici    |  |  |       |  |  |                                |  |  |                     |  |
|                                   |                    | Francesco I de' Medici     | Eleonora di Toledo     |  |  |       |  |  |                                |  |  |                     |  |
| Maria de' Medici                  |                    | Francesco I de' Medici     |                        |  |  |       |  |  |                                |  |  |                     |  |
|                                   |                    | Giovanna d'Austria         | Ferdinando I d'Asburgo |  |  |       |  |  |                                |  |  |                     |  |
|                                   |                    | Giovanna d'Austria         | Ferdinando I d'Asburgo |  |  |       |  |  |                                |  |  |                     |  |
|                                   |                    | Giovanna d'Austria         | Anna Jagellone         |  |  |       |  |  |                                |  |  |                     |  |
|                                   |                    | Giovanna d'Austria         |                        |  |  |       |  |  |                                |  |  |                     |  |